# Arthur Nazé
Pour les articles homonymes, voir Nazé.
 (août 2013).
Arthur Nazé, né le 4 juillet 1906 à Quaregnon, mort le 21 avril 1983, est un homme politique belge. Dernier bourgmestre de Pâturages avant la fusion des communes, il a été également député socialiste de nombreuses années.

## Biographie
Résistant de la première heure, Arthur Nazé est entré en politique avant la Seconde Guerre mondiale. Pendant la guerre, après son arrestation en 1941, il passe 44 mois dans les camps de concentration dont Neuengamme. Il est l'un des survivants des convois qui menaient au massacre de la baie de Lübeck. Pour son comportement dans les camps, il a reçu la Croix du prisonnier politique 8 étoiles, Médaille de la résistance, Chevalier de la Légion d'honneur, Officier de l'Ordre de Léopold et bien d'autres reconnaissances.
Arthur Nazé s'est énormément investi dans le domaine de la santé publique. Il a participé à la mise au point de la reconnaissance des maladies professionnelles, est à l'origine de l'expansion des centres de santé dans la région du Borinage[précision nécessaire], et est fondateur de l'institut « Le roseau vert » qui accueille des adultes handicapés, et d'ateliers protégés.